# Вик (аэропорт)
Вик (англ. Wick Airport, гэльск. Port-adhair Inbhir Ùige) (ИАТА: WIC, ИКАО: EGPC) — аэропорт, расположен к северу от города Уик в Кейтнессе на северо-восточной оконечности шотландской части острова Великобритания. Принадлежит и находится под управлением Highlands and Islands Airports Limited.
Аэропорт обеспечивает внешние связи изолированного общества Кейтнесса с Абердином и Эдинбургом. Аэропорт также принимает вертолёты, обслуживающие местные оффшорные нефтяные платформы, а также является местом промежуточной посадки для лёгких самолётов, совершающих рейсы между Европой и Северной Америкой через Исландию.

## Авиакомпании и назначения
- British Airways
  - оператор Loganair (Эдинбург) (до 25 октября)
- Eastern Airways (Абердин)
- Flybe
  - оператор Loganair (Эдинбург) (с 26 октября)